# Puc (Polônia)
Puc é uma aldeia na Comuna de Kościerzyna, no Condado de Kościerzyna, na Pomerânia, norte da Polônia.
Fica a aproximadamente 7 km a leste de Kościerzyna e a 44 km a sudoeste da capital regional de Gdansk.
A aldeia tem uma população de 168 habitantes.